# Silvano Ciampi
Silvano Ciampi (San Marcello Pistoiese, 22 februari 1932) is een voormalig Italiaans wielrenner. Hij was profrenner van 1957 tot en met 1964. Hij reed zijn volledige carrière bijna uitsluitend voor Italiaanse wielerteams. Echt grote zeges kon hij niet binnenhalen. Hij behaalde vooral zijn zeges in 2e rangskoersen in Italië die over een heuvelachtig terrein verliepen.

## Belangrijkste overwinningen
1957
- Ronde van Piëmont
- GP Industria & Commercio di Prato
- Trofeo Matteotti

1959
- Giro dell'Appennino
- Giro della Romagna
- Ronde van Piëmont

1960
- Trofeo Longines

1962
- Ronde van Campanië

## Resultaten in voornaamste wedstrijden
| Jaar | Ronde van Italië | Ronde van Frankrijk | Ronde van Spanje |
| ---- | ---------------- | ------------------- | ---------------- |
| 1957 |                  |                     |                  |
| 1958 | opgave (1)       |                     |                  |
| 1959 | 80e              |                     |                  |
| 1960 | opgave           |                     |                  |
| 1961 | opgave (1)       |                     |                  |
| 1962 | opgave           |                     |                  |
| 1963 | 50e              |                     |                  |
| 1964 | 54e              |                     |                  |

| Jaar | Milaan-San Remo | Parijs-Roubaix | Ronde van Lombardije | Parijs-Tours | Parijs-Brussel |
| ---- | --------------- | -------------- | -------------------- | ------------ | -------------- |
| 1957 | 70e             |                |                      | 20e          |                |
| 1958 | 73e             |                |                      |              | 43e            |
| 1959 | 8e              | 31e            | 21e                  |              |                |
| 1960 |                 |                | 9e                   |              |                |
| 1961 | 85e             |                | 20e                  | 47e          | 58e            |
| 1962 | 16e             | 39e            |                      | 62e          | 20e            |
| 1963 | 67e             |                | 45e                  |              |                |
| 1964 | 12e             |                |                      |              |                |